# Raspberry Beret
Pour les articles homonymes, voir Raspberry.
Singles par Prince
Take Me with U Pop Life
Singles par Prince (Royaume-Uni)
Paisley Park Pop Life
Raspberry Beret est une chanson de Prince et groupe The Revolution. Premier single aux États-Unis et second au Royaume-Uni de l'album Around the World in a Day paru en 1985. Le son fut différent des précédents titres de Prince, incorporant des Sagattes du Moyen-Orient, des instruments à corde et même un harmonica sur la version longue.
La chanson a été également plus dans la veine pop qu'auparavant, cependant le single format 12" et la vidéo de la chanson comportent une introduction funky. Bien que le titre fut enregistré en 1982, Prince a considérablement retravaillé avec le groupe The Revolution pour lui donner un son plus international. La section des instruments à corde a été Novi Novog au violon, Suzi Katayama et David Coleman au violoncelle. Wendy and Lisa se sont occupées des chœurs et le reste de la chanson a été réalisée par Prince.
La chanson raconte l'histoire d'une liaison amoureuse d'un adolescent et d'une première expérience sexuelle avec une fille qui porte un chapeau d'étudiant. La vidéo pour la chanson fut la première de Prince depuis son interdiction de courte durée dans les clips musicaux (Clip réalisé par Jean-Baptiste Mondino). Le titre est rapidement devenu un favori des fans, et un aliment de base dans presque toutes les tournées de Prince. La version longue de cette chanson a été incluse dans la compilation de 2006 Ultimate Prince.
La Face-B du single aux États-Unis est le titre She's Always In My Hair, titre rock 'n' roll avec des guitares, de l'orgue et des paroles criées en fin de chanson. Pour le Royaume-Uni, la face-b est Hello, qui a été inclus sur la face-b du single américain Pop Life.
Sur le format 12" du single, la durée de la chanson est indiquée à 7 minutes 28 secondes, or la longueur réelle de la chanson est de 6 minutes 30 secondes.

## Reprises
- Une version rock alternatif de Raspberry Beret a été reprise par le groupe Hindu Love Gods, enregistrée et sortie en 1990.
- D'Angelo a repris la chanson en tant que face-b pour son single She's Always In My Hair en 1997 et le titre apparait également sur la bande son du film Scream 2.
- Le groupe écossais El Presidente a repris le morceau et l'a sorti en tant que face-b sur leur single Turn This Thing Around en 2006.
- La chanteuse australienne Kate Ceberano a repris la chanson pour son album Nine Lime Avenue en 2007.
- James McNew, bassiste du groupe Yo La Tengo, a enregistré une reprise de la chanson sous le nom Dump pour son album That Skinny Motherfucker with the High Voice?.

## Liste des titres
| A. | Raspberry Beret         | 3:31 |
| B. | She's Always In My Hair | 3:27 |

| A. | Raspberry Beret (extended remix) | 6:36 |
| B. | Hello (extended remix)           | 6:29 |

## Charts
| Pays             | Chart                 | Position | Réf   |
| ---------------- | --------------------- | -------- | ----- |
| États-Unis       | Billboard Hot 100     | 2        | [ 2 ] |
| États-Unis       | Mainstream Rock       | 40       | [ 2 ] |
| États-Unis       | Hot R&B/Hip-Hop Songs | 3        | [ 2 ] |
| Pays-Bas         | MegaCharts            | 23       | [ 3 ] |
| Nouvelle-Zélande | Rianz                 | 2        | [ 4 ] |